# Mestocharis
Mestocharis is een geslacht van vliesvleugeligen uit de familie Eulophidae. De wetenschappelijke naam van dit geslacht is voor het eerst geldig gepubliceerd in 1878 door Förster.

## Soorten
Het geslacht Mestocharis omvat de volgende soorten:
- Mestocharis bimacularis (Dalman, 1820)
- Mestocharis maculata (Förster, 1841)
- Mestocharis tropicalis Yoshimoto, 1976